# Vor Frelsers Kirke (Aalborg)
 For alternative betydninger, se Vor Frelsers Kirke. (Se også artikler, som begynder med Vor Frelsers Kirke)
Vor Frelsers Kirke er beliggende på Annebergvej i Vestbyen i Aalborg på hjørnet til Absalonsgade. Den er bygget efter tegninger af arkitekterne O.P. Momme og L.F. Olesen. Byggeriet startede i 1900, og kirken blev indviet søndag d. 28. september 1902 af biskop Fredrik Nielsen.
Kirken er opført i røde mursten med kridtstensbånd og tækket med røde teglsten.

## Eksterne kilder og henvisninger
- Vor Frelsers Kirke hos KortTilKirken.dk